# Kontéla
Kontéla est une commune rurale malienne de l'arrondissement de Goundara, dans le cercle de Oussoubidiagna, région de Kayes. Elle a pour chef-lieu la localité de Goundara.
Kontéla est une très ancienne communauté réputée autrefois pour la puissance de ses pouvoirs magiques (Occultes).

## Géographie
| Tomora    | Tomora  | Diallan      |
| Tomora    | Kontéla | Séféto-Ouest |
| Bafoulabé | Oualia  | Oualia       |

## Villages
La commune s'étend sur 28 localités relevées lors du recensement général de 2009. 
Les villages les plus peuplés sont :
- Tombinasso (1 824 habitants)
- Diabougou (1 597 habitants)
- Kéniéba (1 386 habitants)

Le chef-lieu communal, Goundara compte 637 habitants.
La loi 2023-007 attribue à la commune rurale 33 villages  :
- Ansofri
- Diabougou
- Boukinafé
- Bouladougou
- Bountounba
- Birabafara
- Diguine
- Dioufoyaba
- Dioufoyaba Farako
- Dioufoyaba Tintokan
- Fassala
- Goumira
- Goundara
- Kamana
- Kéniéba
- Koursembé
- Lassana
- Mayodan
- Sabouciré
- Sambaguidé
- Soukouta
- Tintiba
- Tombinassou
- Taraoulé
- Wolifata
- N'Diaye Kobokoto
- Diédia
- Maréna
- Djiguitikama
- Madina
- Toungakoura
- Barakotogoré
- Bambako

## Lien
- Plan de sécurité alimentaire - Commune rurale de Kontela - 2007-2011, Reliefweb.